# Kravarsko
Kravarsko é uma vila e município da Croácia localizado no condado de Zagreb.

## Localidades
O município de Kravarsko é composto de 10 localidades: 
| - Barbarići Kravarski - Čakanec - Donji Hruševec - Gladovec Kravarski - Gornji Hruševec | - Kravarsko - Novo Brdo - Podvornica - Pustike - Žitkovčica |